# Eliogabalus
Eliogabalus je tretji studijski album italijansko-slovenske rock skupine Devil Doll in drugi, ki je bil izdan za javnost. Izdan je bil leta 1990 pri založbi Hurdy Gurdy Records v Italiji.
Naslov albuma je referenca na rimskega cesarja Elagabala, ki je znan po tem, da je vladal od svojega 14. do 18. leta in ni upošteval  spolnih tabujev in verskih običajev, ki so veljali v tistem času.

## Ozadje
Leta 1989 se je Mr. Doctor začel ukvarjati z dvema kompozicijama: "The Black Holes of My Mind", 45-minutno skladbo, ki je vključevala ezoterične citate in subliminalna sporočila, in 60-minutno skladbo "Eliogabalus", ki jo je navdahnila knjiga Héliogabale ou l'Anarchiste couronné ("Elagabal ali Kronani anarhist") francoskega esejista in igralca Antonina Artauda iz leta 1969.
Decembra so šli člani Devil Doll z Jurijem Tonijem v Studio Tivoli, da bi posneli nov album. Zaradi omejenega proračuna s strani založnika Hurdy Gurdy Records je bil Mr. Doctor prisiljen skrajšati prvotni kompoziciji, da sta bili obe lahko vključeni na eno samo LP ploščo.
Za snemanje albuma so bili povabljeni italijanska sekcija glasbenikov ter slovenski kitarist Bor Zuljan.
Eliogabalus je bil izdan 1990, pri čemer je bila skladba, prvotno imenovana "The Black Holes of My Mind", preimenovana v "Mr. Doctor".

## Seznam pesmi
Vsa besedila je napisal Mr. Doctor, vso glasbo pa Mr. Doctor in Edoardo Beato.
| Št.             | Naslov          | Dolžina |
| --------------- | --------------- | ------- |
| 1.              | „Mr. Doctor‟    | 20:13   |
| 2.              | „Eliogabalus‟   | 24:41   |
| Skupna dolžina: | Skupna dolžina: | 44:54   |

## Zasedba
Devil Doll
- Mr. Doctor — vokal, orgle, čelesta, harmonika
- Edoardo Beato — klavir, klaviature
- Katia Giubbilei — violina
- Albert Dorigo — kitara
- Roberto Dani — bobni, tolkala
- Bor Zuljan — kitara
- Rick Bosco — bas kitara

Dodatni glasbeniki
- Jurij Toni — tuba (2)
- Paolo Žižič — spremljevalni vokal
- "The "Devil Chorus" z dirigentom Marjanom Buničem:
  - Marjan Bunič
  - Breda Bunič
  - Polona Sever
  - Beti Roblek
  - Helena Pančur
  - Gregor Oblak
  - Jure Strenčan
  - Borut Usenik
  - Valentina Blazinšek
  - Mr. Doctor